# Provinz Concepción (Peru)
Die Provinz Concepción liegt zentral in der Verwaltungsregion Junín in Zentral-Peru, 190 km östlich der Landeshauptstadt Lima. Die Provinz ist 3068 km² groß. Provinzhauptstadt ist die Stadt Concepción, 20 km nördlich der Regionshauptstadt Huancayo gelegen.

## Geographische Lage
Die Provinz Concepción erstreckt sich nördlich der Großstadt Huancayo. Sie reicht im Westen bis zu den Ausläufern der Westkordillere. Im Süden liegen die Provinzen Chupaca und Huancayo, im Norden die Provinz Jauja. Neben einem schlauchförmigen Südwestteil der Provinz, der sich über das Anden-Hochland erstreckt, gehört zur Provinz noch ein etwa doppelt so großes Gebiet im Nordosten. Dieses erstreckt sich über das Quellgebiet des Río Tulumayo in der Zentralkordillere und reicht bis zum vergletscherten Gebirgsmassiv Cordillera Huaytapallana. Im Nordosten grenzt die Provinz Concepción an die Nachbarprovinz Satipo.

## Bevölkerung
Die Einwohnerzahl lag im Jahr 1993 bei 64.785, im Jahr 2007 bei 60.121 sowie im Jahr 2017 bei 58.833.

## Verwaltungsgliederung
Die Provinz Concepción ist in 15 Distrikte aufgeteilt. Der Distrikt Concepción ist Sitz der Provinzverwaltung.
| Distrikt            | Verwaltungssitz         |
| ------------------- | ----------------------- |
| Aco                 | Aco                     |
| Andamarca           | Andamarca               |
| Chambara            | Chambara                |
| Cochas              | Cochas                  |
| Comas               | Comas                   |
| Concepción          | Concepción              |
| Heroínas Toledo     | San Antonio de Ocopa    |
| Manzanares          | San Miguel              |
| Mariscal Castilla   | Mucllo                  |
| Matahuasi           | Matahuasi               |
| Mito                | Mito                    |
| Nueve de Julio      | Santo Domingo del Prado |
| Orcotuna            | Orcotuna                |
| San José de Quero   | San José de Quero       |
| Santa Rosa de Ocopa | Santa Rosa              |